# Port lotniczy Jayapura-Sentani
Port lotniczy Jayapura-Sentani (IATA: DJJ, ICAO: WAJJ) – port lotniczy położony 11 km na zachód od Sentani i 18 km na zachód od Jayapura, w prowincji Papua, w Indonezji.